# Georgina Nelthorpe
Georgina Olwen Nelthorpe (ur. 20 stycznia 1997) – brytyjska zapaśniczka walcząca w stylu wolnym. Zajęła siedemnaste miejsce na mistrzostwach świata w 2021. 
Dwunasta na mistrzostwach Europy w 2021. Siódma na igrzyskach europejskich w 2019. Brązowa medalistka Igrzysk Wspólnoty Narodów w 2018 i 2022 roku, gdzie reprezentowała Anglię. Trzecia na ME U-23 w 2019 roku.